# مانوئل پوچارلی
مانوئل پوچارلی (ایتالیایی: Manuel Pucciarelli؛ زادهٔ ۱۷ ژوئن ۱۹۹۱) بازیکن فوتبال اهل ایتالیا است که در پست هافبک هجومی در کیه‌وو بازی می‌کند

## آمار باشگاهی

### امپولی
وی از سال ۲۰۱۰ تا ۲۰۱۹ عضو تیم امپولی بود و در ۱۲۲ بازی ۱۷ گل به ثمر رساند.

### گاوورانو (قرضی)
او سال ۲۰۱۲ برای گاوورانو در ۱۷ بازی به میدان رفت و ۹ گل به ثمر رساند.

### کیه وو ورونا (قرضی)
وی از سال ۲۰۱۷ تا ۲۰۱۹ به صورت قرضی در کیه وو بازی میگرد و در ۳۲ بازی ۲ گل به ثمر رساند.

### کیه وو ورونا
باشگاه کیه وو در سال ۲۰۱۹ بند خرید دائمی این بازیکن را فعال کرد و اورا به صورت دائم به خدمت کرفت.